# Выкуп (фильм, 2007)
«Выкуп» (US: Shattered, Butterfly on a Wheel, Europe: Desperate Hours) — художественный фильм режиссёра Майка Баркера 2007 года выпуска. В главных ролях снялись Пирс Броснан, Джерард Батлер и Мария Белло. Английское название фильма (Butterfly on a Wheel) ссылается на цитату Александра Поупа в его «Послании к Арбетноту» «Who breaks a butterfly upon a wheel?» (Кто раздавил бабочку на колесе?).
Фильм получил преимущественно негативные отзывы кинокритиков.

## Сюжет
В основе фильма лежит история обеспеченной американской семьи Рэндаллов из Чикаго, которая живёт в полном достатке: отец семейства занимает хорошо оплачиваемую должность, движется по карьерной лестнице, вскоре ожидает повышение, жена-красавица, занятая воспитанием дочки и ведущая домашнее хозяйство, также хочет устроиться на работу и заняться своим любимым делом. 
Всё рушится в один момент, когда совершенно неожиданно в их машине появляется незнакомец, объявляющий, что их дочка Софи находится у него, и для того, чтобы они снова смогли её увидеть, им придется выполнять его требования. Начинаются страшные 24 часа в жизни Нила и Эбби. Незнакомец называется Томом и придумывает несколько заданий ограниченных во времени. Он приказывает снять около $100 тыс со счета Нила и затем сжигает их. Заставляет Нила найти в незнакомом районе города без гроша в кармане $300. Заставляет Эбби исполнить для него стриптиз. Затем требует от Эбби передать в контору Нила документы, которые дискредитируют его в глазах руководства (далее оказывается, что листы бумаги были чистые). Затем принуждает Нила, боящегося высоты, выйти на край крыши небоскреба.
После всего этого Том передаёт последнее задание. Нил должен войти в дом и убить человека, который находится внутри. Выясняется, что у Нила несколько лет был тайный роман с его сослуживицей Джуди. Том — супруг Джуди и давно знает о её измене. К ней сегодня и собирался на свидание Нил, сказав жене, что якобы едет к начальству, именно Джуди и необходимо убить. После тяжёлой борьбы с собой Нил нажимает спуск, но пистолет, который ему передал Том, не был заряжен. Том отпускает супругов и говорит, что их дочь цела и невредима, всё это время не покидала свой дом. По дороге назад Нил продолжает лгать жене, что Джуди оказалась в том доме случайно.
В финальной сцене оказывается, что Эбби тоже знала об интриге мужа и находилась в сговоре с Томом. Она решила проучить мужа, который принёс ей все страдания последних лет измены.

## В ролях
- Пирс Броснан — Том Райан
- Джерард Батлер — Нейл Рендэлл
- Мария Белло — Эби Рендэлл
- Клодетт Минк — Джуди Райан
- Каллум Кит Ренни — детектив Макгилл
- Дастин Миллиган — Мэтт Райан
- Николас Лиа — Джерри Крэйн
- Саманта Феррис — Диана